# Cornelia Pröll
Cornelia Pröll, avstrijska alpska smučarka, * 21. januar 1961, Kleinarl.
Nastopila je na Olimpijskih igrah 1980, kjer je bila 22. v smuku. Na Svetovnem prvenstvu 1982 je v isti disciplini zasedla petnajsto mesto. V svetovnem pokalu je tekmovala štiri sezone med letoma 1979 in 1982 ter dosegla eno zmago in še tri uvrstitve na stopničke, vse v smuku. V skupnem seštevku svetovnega pokala je bila najvišje na šestnajstem mestu leta 1981, ko je bila tudi tretja v smukaškem seštevku.